# Pianura di Magdeburgo

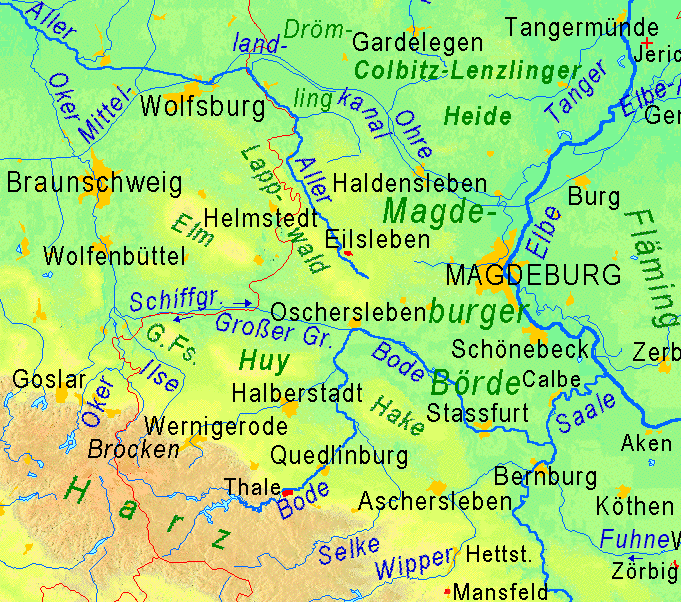
La pianura Magdeburger Börde

La Pianura di Magdeburgo, in tedesco nota come Magdeburger Börde, è una fertile pianura della Sassonia-Anhalt centrale, in Germania. Prende nome dal capoluogo della regione, Magdeburgo.

## Descrizione
A ovest, confina con la regione collinare attorno a Braunschweig in Bassa Sassonia e l'Elba a est. A sud è delimitata dai monti Harz. A nord, il fiume Ohre segna il confine con la regione confinante nota come Altmark.
La pianura oltre ad essere bagnata dal fiume Elba, è attraversata anche dal Mittellandkanal.
Quasi tutta la pianura di Magdeburgo è utilizzata per l'agricoltura in campo aperto. I prodotti più importanti sono i cereali e la barbabietola da zucchero.